# Cliffortia theodori-friesii
Cliffortia theodori-friesii är en rosväxtart som beskrevs av August Henning Weimarck. Cliffortia theodori-friesii ingår i släktet Cliffortia och familjen rosväxter. Utöver nominatformen finns också underarten C. t. puberula.